# Ashleigh Alexander
Ashleigh Alexander (21 maggio 2000) è una sciatrice alpina canadese.

## Biografia
Specialista della prove tecniche attiva dal novembre del 2016, la Alexander ha esordito in Nor-Am Cup il 5 dicembre 2017 a Lake Louise in discesa libera, senza completare la gara; non ha debuttato in Coppa del Mondo e non ha preso parte a rassegne olimpiche o iridate.

## Palmarès

### Nor-Am Cup
- Miglior piazzamento in classifica generale: 102ª nel 2019

### Campionati canadesi
- 1 medaglia:
  - 1 bronzo (slalom gigante nel 2024)